# Vivek Murthy
Vivek Murthy, né le 10 juillet 1977 à Huddersfield, est un médecin américain et un ancien militaire qui a servi dans le Corps commissionné des services de Santé publique des États-Unis (en). Il est administrateur de la santé publique des États-Unis de 2014 à 2017, sous le second mandat de Barack Obama, et de nouveau de 2021 à 2025, sous la présidence de Joe Biden.

## Biographie
Vivek Murthy est né en Angleterre de parents originaires du Karnataka en Inde.
Il est le fondateur de Doctors for America (en), une organisation fondée durant la campagne présidentielle d'Obama en 2008, regroupant médecins et membre du corps médical, et visant à améliorer l'accès aux soins aux États-Unis.
En novembre 2013, il est nommé administrateur de la santé publique des États-Unis par le président Barack Obama. Confirmé par un vote du Sénat le 15 décembre 2014, il entre en fonction trois jours plus tard. Il quitte son poste en avril 2017.
Le 3 décembre 2020, le président élu Joe Biden annonce qu'il nommera Murthy à la même fonction. Il est confirmé par le Sénat le 23 mars 2021 par 53 voix contre 47. Il conserve ses fonctions jusqu'à la fin du mandat de Joe Biden en janvier 2025.